# EMedicine

eMedicine је база података са информацијама из области медицине. Основали су је 1996. године двојица лекара, Scott Plantz и Richard Lavely. У јануару 2006. је продата америчкој компанији .
У тематским целинама је описано око 6.800 различитих обољења и могуће је вршити претрагу на основу кључних речи. Сваки чланак је повезан са једном од 62 књиге из клиничких супспецијалности. Сваки текст је потписан од групе аутора, специјалиста из области којој конкретан чланак припада. Чланци се периодично допуњавају и код сваког је наведен датум последње измене. У стварању чланака учествује преко 10.000 људи из неколико земаља.
Данас је садржај сајта бесплатно доступан у виду електронске књиге и може се скинути на палм уређаје.

## Историја
Лекари, Scott Plantz и Richard Lavely, у јануару 1996. године развили концепт за eMedicine.com и покренули почетни сајт преко Boston Medical Publishing, Inc., корпорације у којој су они били директори. Упоредно је развијен и Group Publishing System 1 (GPS 1) који је омогућио великом броју сарадника да истовремено сарађују. Тај систем је први пут коришћен за стварање базе знања у хитној медицини са 600 лекара који су допринели креирању преко 630 поглавља за нешто више од годину дана. Године 1997. eMedicine.com, Inc. је правно издвојен из Boston Medical Publishing, када је eMedicine привукао неколико инвеститора.
Неколико година је проведено у креирању садржаја, регрутовању стручних лекара и креирању додатних 6.100+ медицинских и хируршких чланака. Већина операција је била базирана у канцеларији у Омахи, Небраска.
Почетком 2000-их, Планк и Лоренцо су такође предводили савез са Медицинским центром Универзитета у Небраски како би акредитовали садржај eMedicine за континуирано образовање лекара, медицинских сестара и фармацеута.
Током 2005. године, eMedicine је започела преговоре о аквизицији. Одбор директора једногласно је препоручио одобрење за продају компаније компанији WebMD. Продаја је завршена у јануару 2006. године.
Сајт је бесплатан за коришћење, потребна је само регистрација, а садржају eMedicine се може приступити и као е-књигама и може се преузети на другим уређајима. 